# Нови Двор Кролевски
Уређујете Нови Двор Кролевски (пољ. Nowy Dwór Królewski) је село у Војводству кујавско-померанском, у општини Папоуо владика. Село је основано у средњем веку.
У селу се налази палата.